# Nubi (rappeur)
Cet article concerne le rappeur nommé Nubi. Pour la langue nubi, voir Nubi.
Nubi, de son vrai nom Bruno Avenel, est un rappeur français. Nubi compte peu de projet solo à son actif mais de nombreux featurings remarqués, qui contribue à sa réputation, et se distingue notamment par son flow.

## Biographie
D'ascendance martiniquaise, Nubi grandit au quartier des Épinettes à Évry, dans l'Essonne.
Il forme au milieu des années 1990 le groupe Futuristiq avec son ami Qrono. Le groupe pose sur la compilation Hostile hip-hop 2 en 1998. Il signe ensuite au Secteur Ä, dans lequel il commence sa carrière musicale, et publie l'album Demain c'est maintenant en 2001. Le contrat prend fin en 2003.
Il pose en solo sur de nombreuses compilations comme Première Classe, Nouvelle donne et Fat taf. Qrono ayant pris un virage dans sa vie, Nubi doit repartir de zéro mais réussit à faire son buzz avec le temps, notamment avec ses prestations sur des morceaux comme Crie mon nom Remix, Mac le biz ou encore Légendaire sur la compilation Hostile 2006. Il forme par la suite le groupe Bombattak Crew avec Brasco et El Matador, signé sur le label discographique Bombattak Records avec lequel un album sortira. Il quitte ensuite le label pour des divergences artistiques. Fin 2006, le street album Scarlattitude sort dans les bacs chez 707 Team, structure de Madizm et Sec.undo. L'aventure avec ces derniers ne durera que le temps de ce projet.
Depuis, Nubi participe par la suite à d'autres albums et compilations comme Talents fâchés 3, One Beat, Fat taf 2, Galactik Beat 2 ou Street Lourd 2.

## Discographie

### Apparitions
- 1998 : Futuristiq - Napalm (sur la compile Hostile hip-hop 2)
- 1999 : Futuristiq feat. Le Venin - La vie (sur la compile Première classe Vol.1)
- 1999 : Futuristiq - Purs et duristes (sur la compile 24 heures de nos vies)
- 2000 : Futuristiq feat. L'Skadrille - Profite du jour présent (sur la compile Nouvelle Donne 2)
- 2000 : Futuristiq - Armée de rage (sur la compile Les militants)
- 2000 : Futuristiq - Napalm (sur la compile Secteur Ä All Stars)
- 2001 : Futuristiq feat. Tandem - Il était une fois dans mon ghetto (sur la compile Première classe Vol.2)
- 2001 : Nubi feat. Deeda, Nelson & Faya D. - Une sale affaire (sur la compile Banque de sons)
- 2001 : Nubi feat. Seth Gueko & Sidi Omar - On part au charbon (sur la compile Neochrome)
- 2001 : Futuristiq feat. Endo - Bouge (sur la compile What's the Flavor)
- 2003 : Futuritiq - T'en fais pas (sur la compile Fat taf)
- 2004 : Endo feat. Futuristiq - Bouge (sur le street CD d'Endo, Self made man)
- 2004 : Futuristiq - Vice versa (sur la mixtape Bolide)
- 2005 : Savant des Rimes Feat Nubi - Parce que le cœur y est (sur l'album de Savant Des Rimes, J'attends mon heure)
- 2005 : Nubi feat. Kennedy - La limite, le ciel (sur la B.O. du film Dans tes rêves)
- 2005 : Ol'Kainry & Dany Dan feat. Nubi, Sefyu & Alibi Montana - Crie mon nom Remix (sur l'album commun éponyme de Dany Dan & Ol' Kainry)
- 2005 : Ol'Kainry & Dany Dan feat. Nubi & Brasco - Débrouillard Pt.2 (sur l'album commun éponyme de Dany Dan & Ol' Kainry
- 2005 : Nubi - Incitation à l'émeute (sur la compile Police partout, justice nulle part)
- 2005 : Futuristiq feat. Endo - Bouge (sur la compile Funky Maestro All Stars)
- 2005 : Nubi feat. Taro OG - Tire un coup en l'air (sur la compile Représente ta rue Vol.1)
- 2005 : Seth Gueko feat. Nubi & Alibi Montana - Rap calibre (sur le Street CD de Seth Gueko, Barillet plein)
- 2005 : Seth Gueko feat. Nubi & EXS - Dalleux (sur le street CD de Seth Gueko, Barillet plein)
- 2005 : Eloquence feat. Nubi & Malone - Nos vies (sur la mixtape d'Eloquence, Le début de la fin)
- 2006 : Toyer feat. Nubi & Eloquence - 91 banlieue sud (sur le Street CD de Toyer, Le prototype)
- 2006 : Grodash feat. Nubi, Ul' Team Atom, L'Skadrille, Ol' Kainry - Dégaine ton style (sur l'album de Grodash, Illegal Muzik
- 2006 : Nubi - Choquer la France (sur la compile Insurrection)
- 2006 : Al Peco feat. Nubi, Alpha 5.20, Grodash, Taro OG & Despo'Rutti - Trop nez gros Remix (sur le street CD d'Al Peco, Bledhard concept Vol.2)
- 2006 : Eskadron feat. Nubi & Ol' Kianry - On ouvre le bal (sur l'album d'Eskadron, Course de fond)
- 2006 : Nubi - Légendaire (sur la compile Hostile 2006)
- 2006 : Nubi - Nubi du 91 (sur la compile Talents Fâchés 3)
- 2006 : Nubi - Repose en paix (sur la mixtape Têtes Brulées Vol.2)
- 2006 : Nubi feat. Treyz - Lève le oid bien haut (sur la compile des 5 ans de Tracklist Magazine)
- 2006 : Nubi - Ma planète (sur la compile Neochrome All Stars)
- 2006 : Nubi - Engrenage (sur la compile Neochrome All Stars)
- 2006 : Apotre H feat. Nubi - Je viens de la rue (sur le street CD d'Apotre H, Mon rap)
- 2006 : Nubi - Mac le biz (sur la compile Les yeux dans la banlieue)
- 2006 : Unité 2 Feu feat. Nubi & Demon One - Rap love (sur l'album d'Unité 2 Feu, Haine, misère et crasse)
- 2006 : Unité 2 Feu feat. Nubi & Seth Gueko - On rentre dans le tas (sur l'album d'Unité 2 Feu, Haine, misère et crasse)
- 2006 : Nubi Feat Hocine Mc - Déçu mais pas vaincu (sur la compile T'as ma parole révolution)
- 2007 : Smoker feat. Nubi & Endo - Un été de banlieusard (sur le street album de Smoker, La roue tourne)
- 2007 : El Matador feat. Nubi - Rap de la rue (sur l'album d'El Matador, Parti de rien)
- 2007 : LMC Click feat. Nubi & Eto - Calmer les bailles (sur la compile Représente ta rue Vol.2)
- 2007 : Ol' Kainry feat. Nubi, Smoker, Mental, Taro OG, Myssa, Juicy P & Tito Prince - 91Zere (sur l'album d'Ol' Kainry, Demolition man)
- 2007 : B.O. Digital Feat Nubi - 1000 façons de mourir (sur le street CD de B.O. Digital, King 2 ma génération)
- 2007 : Nubi - Freestyle (sur la compile One Beat)
- 2007 : Sang Pleur Feat Nubi - L'art est kardiak 2 (sur le street CD de Sang Pleur, Block O.P.ratoire)
- 2007 : Al K'Pote Feat Nubi, Seth Gueko & Sidi Omar - On part au charbon (sur la mixtape d'Al K'Pote, Sucez-moi avant l'album)
- 2007 : Nubi - Rien ne m'arrête (sur la compile Rap2K)
- 2007 : Nubi - On soigne les maux par les mots (sur la compile Hip-hop Thérapie)
- 2008 : Nubi - On vit ça (sur la compile Fat taf 2)
- 2008 : Nubi Feat Eto & Mze - Je suis là (sur la compile Ako Dy)
- 2008 : Nubi Feat Diam's, Jacky Brown & El Matador - Bombattak Comeback (sur la compile Original Bombattak Vol.2)
- 2008 : :Nubi - Cherche pas sur la compile Original Bombattak Vol.2
- 2008 : Brasco feat. Nubi - Souffrances Paralleles sur l'album de Brasco, Vagabond
- 2008 : Fis-L & N'dal feat. Nubi & ETO - Attrape moi si tu peux sur la mixtape de Fis-L & N'Dal Colis Piege
- 2008 : Fis-L & N'dal feat. Nakk, Al K Pote, Seth Gueko, Ades & Nubi - La course a la maille sur la mixtape de Fis-L & N'Dal Colis piège
- 2009 : Nubi - L'Amour et L'Honneur
- 2009 : Bilo feat. Nubi - Boss
- 2009 : LMC Click feat. Grodash, Ol Kainry, Gazel, Smoker, Alkpote & Nubi - 91 Super Thugz Remix sur le Street Album de LMC Click, Vrais dans l'jeu
- 2010 : Nubi feat. AP - Pirates des Caraïbes sur la compile Street Lourd II
- 2010 : Nakk feat. Fis-L, Ades, N'dal, Nubi, Al Capone & Fiej - Représente les lascars sur la mixtape de Nakk Prélude avant l'Album
- 2010 : Kaaris feat. Nubi - Exécution (sur la compile Galactik Beat 2)
- 2010 : B.O. Digital feat. Nubi - Okay (remix) sur le CD de B.O. Digital Digital Bomb vol 1
- 2010 : Team1Pact feat. Nubi - On se bat
- 2010 : Smoker feat. Nubi & Endo - Un été de banlieusard sur la mixtape de Smoker, Di(x)scography
- 2010 : Smoker feat. Ol' Kainry, Nubi, Mental, Taro OG, Myssa, Juicy P & Tito Prince - 91Zère (sur la mixtape de Smoker, Di(x)scography)
- 2010 : Smoker feat. Nubi & VA - 91 (remix) (sur la mixtape de Smoker, Di(x)scography)
- 2010 : Nubi - On vit et on meurt dans la tess (sur la compile Pièces à convictions)
- 2010 : Mamag feat. Nubi & B.O. Digital - Angoisse (sur le projet de Mamag Amorcé pour tuer)
- 2010 : KPLO feat. Nubi, Ol Kainry, LMC Click & VA - Banlieue Sud remix (sur le projet de KPLO Dans ma galaxie Strcit CD vol. 1)
- 2010 : DJ Poska feat. Nubi (sur l'album de DJ Poska B.O.graffy)
- 2010 : Dernier Rempart feat. Nubi - Si j'avais su (sur l'album de Dernier Rempart Du Ghetto à la Grande Classe)
- 2011 : Skeaz feat. Nubi - Seuls les vrais savent
- 2011 : Nubi feat. Salif et D.O.C - Le jour de mes funérailles
- 2012 : Swift Guad feat. Nubi, Paco, L'indis, Nakk & Zoxea - Mise à jour (sur la mixtape Hécatombe 2.0)
- 2013 : Deen Burbigo feat. Nubi - Pour nous-même[4]

- 2015 : Alkpote feat. Nubi - 7ème sens (sur l'Orgasmixtape 2)
- 2021 : DJ Quick feat. Nubi - La victoire (sur la compilation Mal Luné Music)
- 2022 : Deen Burbigo feat. Nubi - CBD (sur la Saboteur Mixtape, Volume 1)